# Via Popilia-Annia

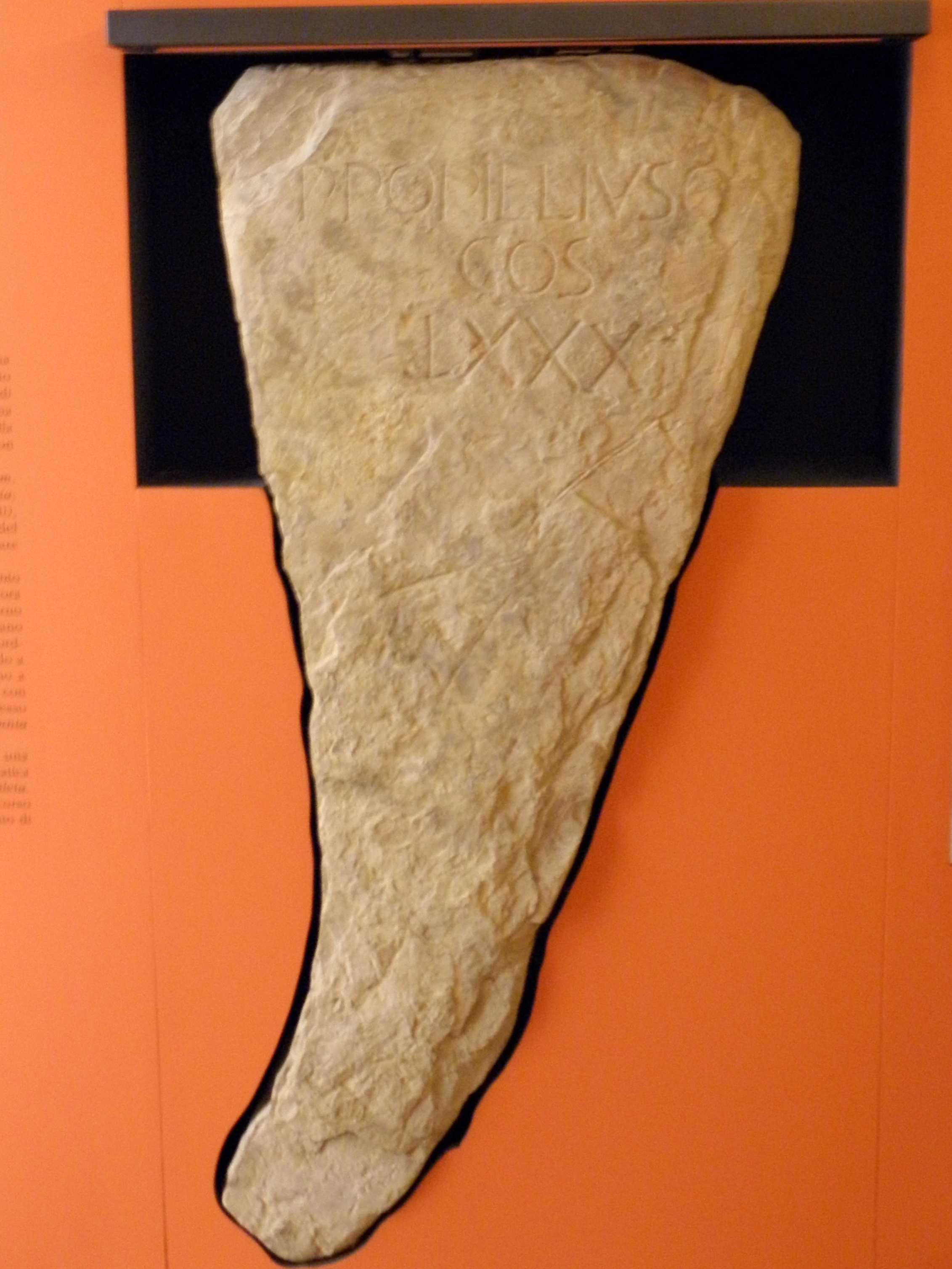
La pietra miliare romana riferita alla via Popilia fatta realizzare dal console Publio Popilio Lenate (Publius Poppilius Laenas) nel 132 a.C. conservata nel Museo archeologico nazionale di Adria.

Via Popilia-Annia o via Annia Popilia è il nome con cui può essere citato il sistema stradale romano nella regione costiera romagnolo-veneta, costituito dalla via Popilia (tra Ariminum, Rimini, e Adria, del 132 a.C.) e la via Annia (tra Atria, Adria, e Aquileia, del 131 a.C.).
Un'altra antichissima strada romana portava lo stesso nome ma si dilungava nel Sud della Penisola collegando Capua a Reggio Calabria (via Capua-Regium). Ad essa si innestavano altri antichi percorsi viari (quali la via Herculea che da Nerulum portava a Venosa, passando per Grumentum, Potentia, Anxia).

## Materiale video
Via Popilia-Annia, su YouTube.